# Schloss Teising

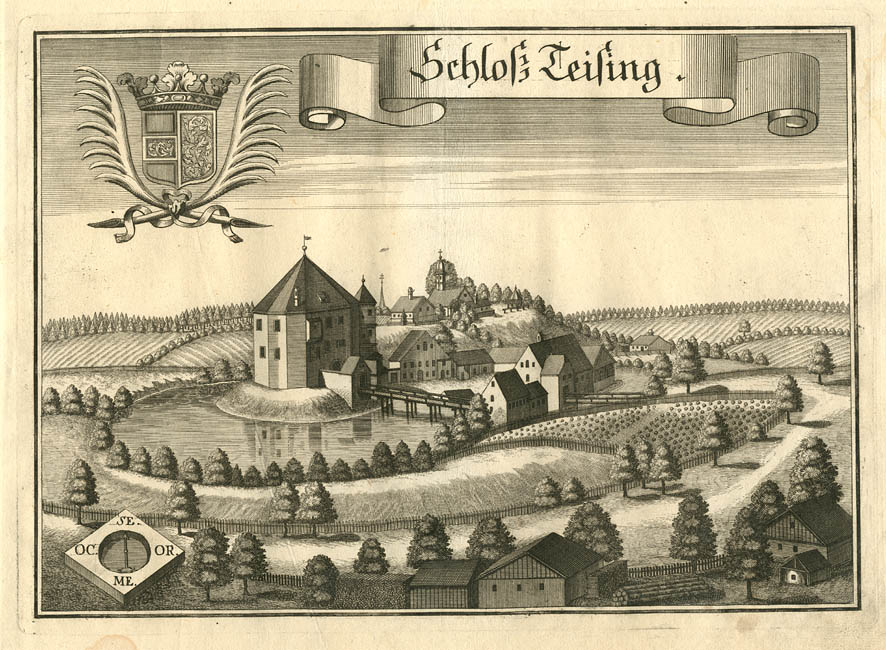
Kupferstich von Michael Wening, um 1700

Das Schloss Teising ist ein historisches Wasserschloss. Es befindet sich in Teising im oberbayerischen Neumarkt-St. Veit im Landkreis Mühldorf am Inn.

## Geschichte
Teising wird wohl erstmals um 1140 erwähnt, wobei aufgrund nahe gelegener gleichnamiger Orte die Zuordnung schwierig ist. Von Teising bei Neumarkt a.d.Rott nannte sich jedenfalls 1239 ein Chunradus Tisinger, der zu Salzburg als Zeuge belegt ist. 1271 ist ein weiterer Konrad von Teising als Stadtrichter von Salzburg überliefert. 1413 kauften die Reuter den Sitz Teising von Egloff dem Püchler und dessen Ehefrau Martha Schenk. Der Sitz wurde dann 1484 vom bayerischen Herzog an Wilhelm Magensreiter verlehnt. Die Magensreiter starben 1685 mit Franciscus Amandus im Mannesstamm aus. Weitere Besitzer waren die von Pelkoven und von Hornstein. Mit dem Übergang an die von Pelkoven im 18. Jahrhundert wird Teising auch als Hofmark bezeichnet. 1752 gehörten zur Hofmark Teising 2 halbe Höfe (Fischpaur und Oberpaur), 5 Sölden (Hoffuß 1/16) (Holzman, Fischer, Schuester, Strohschneider, Kölbl) sowie der Mesner (ohne Hoffuß). Nach 1956 war Schloss Teising zeitweise im Besitz des aus Ungarn geflüchteten Géza Alföldi, der hier die Zeitschrift „Hídverők“ publizierte.

## Baubeschreibung
Das Schloss ist in der Bayerischen Denkmalliste unter der Aktennummer D-1-83-129-161 erfasst:
- Schloss Teising, mittelalterlicher, von einem Wassergraben umschlossener dreigeschossiger Hauptbau über unregelmäßig polygonalem Grundriss, an der Ostseite Walmdachbau, zum Teil noch im Kern spätgotisch, sonst barocker Umbau, pyramidenförmiges Dach bezeichnet mit dem Jahr 1615; mit Schlosskapelle St. Georg, ausgestattet mit einem barocken Altar, welcher um 1700 entstand.
- Wirtschaftsgebäude, Backsteinbauten mit Steildächern, durch Toreinfahrt miteinander verbunden, 17. Jahrhundert
- Kapelle, 19. Jahrhundert, mit Ausstattung; am Schlosspark